# Roy D. Bridges
Roy Dunbard Bridges, Jr. (* 19. Juli 1943 in Atlanta, Georgia) ist ein ehemaliger US-amerikanischer Astronaut und ehemaliger Direktor des Kennedy Space Center sowie des Langley Research Center der NASA. 

## Ausbildung
Bridges erhielt 1965 einen Bachelor von der United States Air Force Academy in Colorado Springs in Ingenieurwissenschaften und ein Jahr später einen Master in Raumfahrttechnik von der Purdue University. Außerdem erhielt er im Mai 2001 einen Ehrendoktor in Ingenieurwissenschaften von der Purdue University.
In der U.S. Air Force flog er 1968 während des Vietnamkrieges 226 Kampfeinsätze. Danach wurde Bridges von der Air Force als Testpilot eingesetzt.

## Astronautentätigkeit
Im Mai 1980 wurde Bridges für die neunte NASA-Gruppe als Astronautenkandidat ausgewählt, nachdem er sich vorher bereits vergeblich für die achte NASA-Gruppe beworben hatte.

### STS-51-F
Bridges flog im Juli 1985 als Pilot der Raumfähre Challenger mit der Mission STS-51-F ins All. Dieser Flug mit der Bezeichnung Spacelab-2 war der erste Flug des europäischen Raumlabors ohne Druckmodul – die Experimente (in der Hauptsache in den Disziplinen Astronomie und Astrophysik) waren auf drei Paletten im Laderaum der Challenger installiert gewesen. Die Besatzung arbeitete im Zwei-Schicht-Betrieb, um eine möglichst hohe Ausnutzung der Experimente zu erzielen.

### STS-61-F
STS-61-F sollte am 15. Mai 1986 die Sonnensonde Ulysses mit der Raumfähre Challenger in den Weltraum bringen. Die Mannschaft hätte aus Frederick Hauck, Roy Bridges, John M. Lounge und David C. Hilmers bestanden (Nominierung im Mai 1985). Nach der Challenger-Katastrophe wurde der Flug abgesagt.

## Karriere bei der U.S. Air Force
Bridges ist ein ehemaliger Generalmajor der Air Force. Von Juni 1993 bis zu seinem Dienstzeitende am 1. Juli 1996 war er Direktor des Beschaffungsamtes beim Hauptquartier der Air Force auf der Wright-Patterson Air Force Base. Davor war er der Kommandeur des Air Force Flight Test Center auf der Edwards Air Force Base in Kalifornien. Ebenso war er bereits Kommandeur des Eastern Space and Missile Center auf der Patrick Air Force Base in Florida und des 412th Test Wing auf der Edwards Air Force Base.

## Leitende Positionen bei der NASA
Am 2. März 1997 wurde Bridges Direktor des Kennedy Space Center (KSC). In dieser Funktion war er für den Betrieb und die Starts der Space-Shuttle-Flotte, für deren Nutzlasten und für die anderen Raketenstarts der NASA vom KSC verantwortlich. Außerdem fielen die abschließenden Tests und die Vorbereitungen der Module der Internationalen Raumstation in seinen Zuständigkeitsbereich.
Bridges wechselte dann am 10. August 2003 als Direktor zum Langley Research Center der NASA. Hier war er für die Forschungsprogramme des Zentrums im Bereich Luft- und Raumfahrt ebenso verantwortlich wie für die Anlagen, das gesamte Personal sowie für die Verwaltung. Am 3. Oktober 2005 gab er diesen Posten ab und schied Ende 2005 endgültig aus der NASA aus. 

## Nach der NASA
Derzeit ist Bridges Manager bei Northrop Grumman Technical Services.

## Privates
Roy Bridges und seine Frau Benita haben zwei erwachsene Kinder.